# Liste der Bodendenkmale in Tolk
In der Liste der Bodendenkmale in Tolk sind die Bodendenkmale der Gemeinde Tolk nach dem Stand der Bodendenkmalliste des Archäologischen Landesamts Schleswig-Holstein von 2016 aufgelistet. Die Baudenkmale sind in der Liste der Kulturdenkmale in Tolk aufgeführt.
| Denkmal-ID           | Befundart          | Bezeichnung                              | Zeitstellung | Lage                                        | Bemerkungen  | Bild |
| -------------------- | ------------------ | ---------------------------------------- | ------------ | ------------------------------------------- | ------------ | ---- |
| aKD-ALSH-Nr. 003 995 | Befestigung > Burg | Burg/Motte/Ringwall/Turmhügel            | Mittelalter  |                                             |              |      |
| aKD-ALSH-Nr. 003 996 | Befestigung > Burg | Burg/Motte/Ringwall/Turmhügel „Bögg“     | Mittelalter  |                                             |              |      |
| aKD-ALSH-Nr. 003 997 | besonderer Stein   | Inschriftenstein/Grenzstein/Schalenstein |              | in die westliche Friedhofsmauer eingemauert | Schalenstein |      |